# Sapelli
A sapelli vagy sapele (Entandrophragma cylindricum) a trópusi Afrikában honos lombos fa, az abból nyert faanyag. Kinézete, tulajdonságai és felhasználási köre a mahagónihoz hasonlók, gyakran úgy is nevezik. Barnás-vöröses színű, a tölgyhöz hasonló keménységű, jól megmunkálható faanyag.
Egyéb kereskedelmi elnevezései: sapeli, sapele, aboudikro, penkwa, assié, dilolo, lifaki, ubilesan, m'boyo, miyovu, lifuti, undianuno.

## Az élő fa
Nyugat-, közép- és kelet-Afrikában, Libéria, Elefántcsontpart, Nigéria, Kamerun, Kongó, Uganda, Tanzánia területén található a trópusi alsó esőerdőkben különálló faként, vagy elszórtan. Kerüli a nagyon nedves vagy nagyon száraz területeket. Magassága 35 – 45 m közötti, törzse hengeres, csak kis támasztógyökerei vannak.

## A faanyag
A szíjács 3 – 8 cm vastag, krémszínű, nem használják, a geszt rózsaszínű – világosbarna, hamar utánsötétedik vörösesbarnára. Jellemző a váltott irányú csavaros növés, emiatt a fény iránya szerint sűrű fénycsíkokat mutat. A pórusok közepesek, szórtak, szabad szemmel a hosszmetszeten láthatók, a bélsugarak finomak, szabad szemmel csak a sugárirányú metszeten láthatók. 

## Felhasználása
SzárításLassan és alacsony hőmérsékleten jól szárítható, különben reped, vetemedik. A fűrészárut máglyában szárítják. A helyesen szárított anyag állóképessége jó.
MegmunkálásÁltalában könnyen megmunkálható, jól fűrészelhető, késelhető, hámozható. A vágóéleket mérsékelten tompítja. A váltakozó növés miatt nehezen gyalulható, faragható. Nehezen hajlítható.
RögzítésJól szögezhető, csavarozható, jól ragasztható.
FelületkezelésJól csiszolható, lakkozható, kis pórustömítést igényel. Poliészter alapú lakkok „fehér pórust” okozhatnak. Az alkalmazott anyagoktól függően foltosodás lehetséges.
TartósságKözepesen gomba- és rovarálló, nem időjárásálló.
Elsősorban furnért készítenek belőle, de szerkezeti anyagként is alkalmazzák a külső és belsőépítészetben, valamint parkettának, lépcsőnek, ajtónak. A hajó- csónak- és járműépítésben, sportszerekhez, a hangszerészetben is használják, valamint esztergályozásra, faragásra, intarziakészítésre.

## Lásd még
- Sipo
- Khaya
- Mahagóni